# Illiers-l'Évêque
Illiers-l'Évêque är en kommun i departementet Eure i regionen Normandie i norra Frankrike. Kommunen ligger i kantonen Nonancourt som tillhör arrondissementet Évreux. År 2022 hade Illiers-l'Évêque 1 018 invånare.

## Befolkningsutveckling
Antalet invånare i kommunen Illiers-l'Évêque
Referens:INSEE